# AVEPRO
Die Agentur des Heiligen Stuhls für die Evaluation und die Verbesserung der Qualität der kirchlichen Universitäten und Fakultäten (italienisch Agenzia della Santa Sede per la Valutazione e la Promozione della Qualità delle Università e Facoltà Ecclesiastiche) ist eine mit der Römischen Kurie verbundene Einrichtung des Heiligen Stuhls zur Bewertung und Verbesserung der Qualität der kirchlichen Hochschulen und Fakultäten.
Sie wurde im September 2007 durch ein Chirograph von Papst Benedikt XVI. ins Leben gerufen. Im März 2022 hat Papst Franziskus mit der Apostolischen Konstitution Praedicate Evanglium ihre Funktion und Eigenständigkeit ausdrücklich bestätigt.

## Geschichte
Die Agentur wurde am 19. September 2007 von Papst Benedikt XVI. installiert. „Die Aufgabe der Agentur ist es, im Innern der akademischen Institutionen, die direkt dem Heiligen Stuhl angeschlossen sind, eine Qualitätskultur zu fördern und zu entwickeln und somit qualitativ gültige Kriterien zu sichern, die auf internationalem Niveau Gültigkeit haben.“
Die Gründung von AVEPRO ist auf den 2003 erfolgten Beitritt des Heiligen Stuhls zum Bologna-Prozess zurückzuführen. Damit bekundete der Papst, dass er das politische Vorhaben eines einheitlichen Europäischen Hochschulraum anerkennt und verwirklichen will. Arbeitsgrundlage der Agentur war ursprünglich die Apostolische Konstitution Sapientia Christiana vom 15. April 1979 („Ordnung über die kirchlichen Universitäten und Fakultäten“). Seit 2018 ist sie für die Umsetzung der Apostolische Konstitution Veritatis Gaudium vom 8. Dezember 2017 zuständig. AVEPRO arbeitet eng mit der Kongregation für das Katholische Bildungswesen, den Bischofskonferenzen, den Diözesen, den Päpstlichen Universitäten und weiteren kirchlichen Hochschuleinrichtungen zusammen. Sie unterstützt die Erarbeitung von Leitlinien, Fragenkatalogen, Datenbanken und Informationsnetzwerken und organisiert Expertenbesuche. Im Rahmen der Kurienreform unter Papst Franziskus wurde sie Anfang 2019 ausgebaut und personell verstärkt.

## Organisation und Personal
Die Agentur wird von einem Präsidenten geleitet, seit Juni 2023 ist das der spanische Bibelwissenschaftler Armand Puig i Tàrrech. Erster Präsident war Franco Imoda SJ, der von 1998 bis 2004 Rektor der Päpstlichen Universität Gregoriana war. Der Präsident wird von einem Direktor und dem Sekretariat unterstützt, mit denen er das Präsidium bildet.
Die Geschäfte der Agentur beaufsichtigt der Verwaltungsrat, der vom Präsidenten geleitet wird. Weitere, beratende Experten sind im Wissenschaftlichen Beirat zusammengefasst, sie werden für eine Amtszeit von fünf Jahren durch den Präsidenten berufen. Seit dem 2. April 2012 gehörte der Würzburger Kirchenrechtler Heribert Hallermann dem Beirat an. Von 2011 bis 2015 und erneut seit 2018 gehört die in Wien lehrende deutsche Moraltheologin Sigrid Müller dem Beirat an. Papst Franziskus berief zum Jahresbeginn 2019 sieben neue Mitglieder in den Beirat, darunter vier Frauen sowie der in Salzburg lehrende Pastoraltheologe Salvatore Loiero, der bis 2013 mehrere Jahre als Geschäftsführer der deutschen Schwesteragentur für Akkreditierung kanonischer Studiengänge in Deutschland (AKAST) mit Sitz in Ingolstadt tätig gewesen war. Darüber hinaus können Beobachter berufen werden.